# Belarus beim Junior Eurovision Song Contest
Teilnehmende Rundfunkanstalt
 (2004–2021);
Seit Juni 2021 kein EBU-Mitglied mehr
Erste Teilnahme
2003
Bisher letzte Teilnahme
2020
Anzahl der Teilnahmen
18 (Stand 2020)
Höchste Platzierung
1 (2005, 2007)
Höchste Punktzahl
177 (2016)
Niedrigste Punktzahl
9 (2004)
Punkteschnitt (seit erstem Beitrag)
102,61 (Stand 2020)
Punkteschnitt pro abstimmendem Land im 12-Punkte-System
5,70 (Stand 2015)
Dieser Artikel befasst sich mit der Geschichte von Belarus als Teilnehmer am Junior Eurovision Song Contest.

## Teilnahme am Wettbewerb

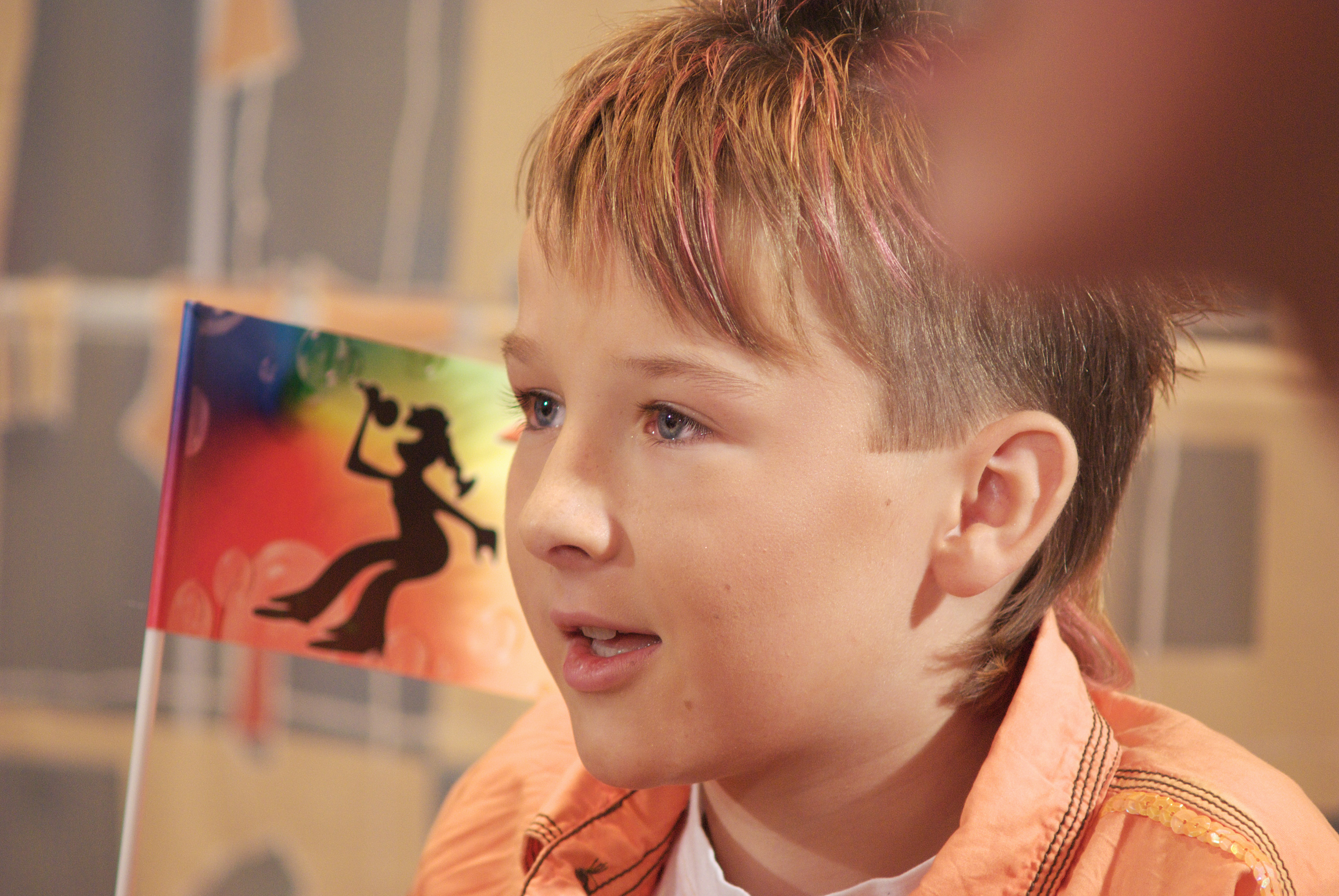
Alexey Zhigalkovich, der Gewinner von 2007

Bei der ersten Ausgabe 2003 nahm man zum ersten Mal teil und nahm bis 2021 jedes Jahr teil. Da Deutschland und die Slowakei 2003 kurzfristig absagten, rückten Polen und Belarus als Teilnehmer nach. Nach dem Erfolg von 2005 bis 2007 (zwei Siege und ein zweiter Platz) fand der JESC 2010 in Minsk, der Hauptstadt von Belarus, statt. 

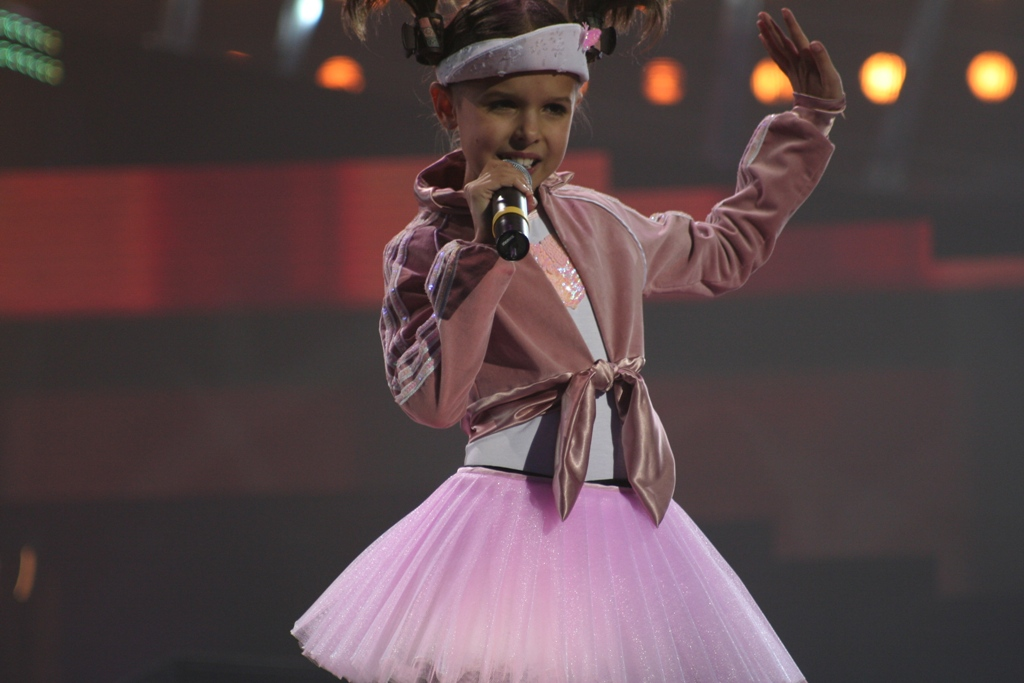
Ksenia Sitnik gewann 2005 für das Land

Am 31. Mai 2021 verkündete die EBU, dass die Mitgliedschaft des belarussischen Senders suspendiert worden sei. Grund hierfür waren Verstöße gegen die Regularien des Eurovision Song Contests. Dem Sender wurde eine Frist von zwei Wochen eingeräumt zu reagieren – am 30. Juni 2021 wurde die Belaruskaja Tele-Radio Campanija von der EBU ausgeschlossen. Damit ist eine Voraussetzung für die Teilnahme eines Senders am Eurovision Young Musicians teilzunehmen, nicht mehr gegeben, sodass Belarus zurzeit nicht mehr daran teilnehmen kann. Am 27. August wurde bekannt, dass die Suspendierung bis zum 1. Juli 2024 gültig ist. Dies wurde jedoch von der EBU im April 2024 revidiert, so sei die Sperre ohne Ablaufdatum.

## Liste der Beiträge
| Jahr      | Interpret                                                                    | Titel (Musik / Text)                                                                                            | Sprache                                                                      | Übersetzung                                                                  | Platz Teilnehmer (gesamt)                                                    | Punkte                                                                       |
| --------- | ---------------------------------------------------------------------------- | --- | ---------------------------------------------------------------------------- | ---------------------------------------------------------------------------- | ---------------------------------------------------------------------------- | ---------------------------------------------------------------------------- |
| 2003      | Olga Satsyuk Вольга Сацюк                                                    | Tanzuj (Танцуй) (Olga Satsyuk)                                                                                  | Belarussisch                                                                 | Tanze!                                                                       | 4 / 16                                                                       | 103                                                                          |
| 2004      | Jahor Woltschak Ягор Волчак                                                  | Spjawajze sa mnoju (Спявайце са мной) (Jahor Woltschak)                                                         | Belarussisch                                                                 | Sing mit mir                                                                 | 14 / 18                                                                      | 9                                                                            |
| 2005      | Ksenia Sitnik Ксенія Сітнік                                                  | Mij vmestje (Мы вместе) (Ksenia Sitnik)                                                                         | Russisch                                                                     | Wir sind zusammen                                                            | 1 / 16                                                                       | 149                                                                          |
| 2006      | Andrej Kunets Андрэй Кунец                                                   | Novij den (Новый день) (Andrej Kunets)                                                                          | Russisch                                                                     | Ein neuer Tag                                                                | 2 / 15                                                                       | 129                                                                          |
| 2007      | Alexej Zhigalkowitsch Аляксей Жыгалковіч                                     | S druz'jami (С друзьями) (Alexej Zhigalkowitsch)                                                                | Russisch                                                                     | Mit Freunden                                                                 | 1 / 17                                                                       | 137                                                                          |
| 2008      | Dasha, Alina & Karina Дар'я, Аліна і Карына                                  | Sertse Belarusi (Сердце Беларуси) (Dasha, Alina & Karyna)                                                       | Russisch, Belarussisch                                                       | Herz von Belarus                                                             | 6 / 15                                                                       | 86                                                                           |
| 2009      | Yurij Demidowitsch Юрый Дземідовіч                                           | Volshebnij krolik (Волшебный кролик) (Yurij Demidowitsch)                                                       | Russisch                                                                     | Magischer Hase                                                               | 9 / 13                                                                       | 48                                                                           |
| 2010      | Daniel Kozlow Данііл Казлоў                                                  | Muzikij svijet (Музыки свет) (Daniel Kozlow)                                                                    | Russisch                                                                     | Unterhaltungsmusik                                                           | 5 / 14                                                                       | 85                                                                           |
| 2011      | Lidija Zablotskaja Лідзія Заблоцкая                                          | Angelij dobra (Ангелы добра) (Lidija Zablotskaja)                                                               | Russisch                                                                     | Gute Engel                                                                   | 3 / 13                                                                       | 99                                                                           |
| 2012      | Egor Zheschko Ягор Жэшко                                                     | A more-more (А море-море) (Egor Zheschko)                                                                       | Russisch                                                                     | Und das Meer-Meer                                                            | 9 / 12                                                                       | 56                                                                           |
| 2013      | Ilja Volkow Ілля Волкаў                                                      | Poj so mnoj (Пой со мной) (Ilja Volkow)                                                                         | Russisch                                                                     | Sing mit mir                                                                 | 3 / 12                                                                       | 108                                                                          |
| 2014      | Nadsjesda Missjakawa Надзея Місякова                                         | Sokol (Сокол) (Nadsjesda Missjakawa, Uzari Nawrotskij)                                                          | Belarussisch                                                                 | Falke                                                                        | 7 / 16                                                                       | 71                                                                           |
| 2015      | Ruslan Aslanow Руслан Асланаў                                                | Volshebstvo (Волшебство) (Ruslan Kwinta / Vitali Kurowski, Ruslan Aslanow)                                      | Russisch, Englisch                                                           | Magie                                                                        | 4 / 17                                                                       | 105                                                                          |
| 2016      | Aleksandr Minjonok Александър Минйонок                                       | Muzyka moikh pobed (Музыка моих побед) (Kirill Ermakov, Aleksandr Minjonok / Roman Kolodko, Aleksandr Minjonok) | Russisch, Englisch                                                           | Musik meiner Erfolge                                                         | 7 / 17                                                                       | 177                                                                          |
| 2017      | Helena Meraai Хелена Мерааи                                                  | I Am The One (Rita Dakota, Helena Meraai)                                                                       | Russisch                                                                     | Ich bin diejenige                                                            | 5 / 16                                                                       | 149                                                                          |
| 2018      | Daniel Yastremski Даниель Ястремский                                         | Time (Kirill Good, Roman Kolodko)                                                                               | Russisch, Englisch                                                           | Zeit                                                                         | 11 / 20                                                                      | 114                                                                          |
| 2019      | Lisa Misnikowa Лиза Мисникова                                                | Pepelny (Пепельный) (Kirill Good, Natalija Tambotsewa)                                                          | Russisch, Englisch                                                           | Aschfahl                                                                     | 11 / 19                                                                      | 92                                                                           |
| 2020      | Arina Pehterewa Арина Пехтерева                                              | Aliens (Arina Pehterewa)                                                                                        | Russisch, Englisch                                                           | Außerirdische                                                                | 5 / 12                                                                       | 130                                                                          |
| seit 2021 | Keine Teilnahme mehr möglich, da Belarus nicht mehr Mitglied in der EBU ist. | Keine Teilnahme mehr möglich, da Belarus nicht mehr Mitglied in der EBU ist.                                    | Keine Teilnahme mehr möglich, da Belarus nicht mehr Mitglied in der EBU ist. | Keine Teilnahme mehr möglich, da Belarus nicht mehr Mitglied in der EBU ist. | Keine Teilnahme mehr möglich, da Belarus nicht mehr Mitglied in der EBU ist. | Keine Teilnahme mehr möglich, da Belarus nicht mehr Mitglied in der EBU ist. |

## Vorentscheide
Von 2003 bis 2019 wurde jedes Jahr ein Vorentscheid veranstaltet. 2020 wurden wohl aufgrund der Corona-Krise sowie der politischen Unruhen in Belarus, die auch den Sender BTRC betrafen, erstmals Sängerin und Beitrag intern ausgewählt.

## Ausgetragene Wettbewerbe
| Jahr | Stadt | Austragungsort | Moderation                         |
| ---- | ----- | -------------- | ---------------------------------- |
| 2010 | Minsk | Minsk Arena    | Leila Ismailowa & Denis Kurian     |
| 2018 | Minsk | Minsk Arena    | Eugene Perlin, Helena Merai & Zena |

## Punktevergabe
Folgende Länder erhielten die meisten Punkte von oder vergaben die meisten Punkte an Belarus:
| Die meisten vergebenen Punkte | Die meisten vergebenen Punkte | Die meisten vergebenen Punkte |
| Platz                         | Land                          | Punkte                        |
| ----------------------------- | ----------------------------- | ----------------------------- |
| 1                             | Russland                      | 151                           |
| 2                             | Armenien                      | 105                           |
| 3                             | Ukraine                       | 96                            |
| 4                             | Georgien                      | 84                            |
| 5                             | Malta                         | 81                            |

| Die meisten erhaltenen Punkte | Die meisten erhaltenen Punkte | Die meisten erhaltenen Punkte |
| Platz                         | Land                          | Punkte                        |
| ----------------------------- | ----------------------------- | ----------------------------- |
| 1                             | Russland                      | 144                           |
| 2                             | Malta                         | 109                           |
| 3                             | Ukraine                       | 95                            |
| 4                             | Armenien                      | 93                            |
| 5                             | Niederlande                   | 77                            |

Stand: 2020